# ‘Alī Dar
‘Alī Dar (persiska: آلودَر, اَليدَر, اَلُّدَر, علی در, Ālūdar) är en ort i Iran.   Den ligger i provinsen Markazi, i den nordvästra delen av landet, 260 km sydväst om huvudstaden Teheran. ‘Alī Dar ligger 2 097 meter över havet och antalet invånare är 655.
Terrängen runt ‘Alī Dar är kuperad.Runt ‘Alī Dar är det ganska tätbefolkat, med 54 invånare per kvadratkilometer. Närmaste större samhälle är Tūreh, 18,2 km söder om ‘Alī Dar. Trakten runt ‘Alī Dar består i huvudsak av gräsmarker.